# Sofia Wretling
Ida Anna Sofia Wretling, född Vestlund 22 februari 1972 i Brämaregårdens församling i Göteborg, är en svensk skådespelare och kulturaktör, utbildad i drama och dramaturgi vid Göteborgs universitet. Hon arbetade under flera år som konstnärlig ledare på Teater Jaguar i Göteborg.
Wretling gestaltar ett flertal av karaktärerna i humorprogrammet Mammas nya kille i Sveriges Radio P3 och medverkade även i scenföreställningen som hade premiär i Umeå 2016.
Sofia Wretling är gift med skådespelaren Olof Wretling och de har tre barn.